# Гимрека (река)
Ги́мрека (вепс. Heimjogi) — река в России, впадает в Онежское озеро.

## Физико-географическая характеристика
Вытекает из болота на юге Прионежского района Карелии, течёт на юго-восток, затем пересекает границу Подпорожского района Ленинградской области. Поворачивает на северо-восток, пересекает автодорогу 41К-147 на участке между деревнями Гимрека и Урицкая и впадает в Онежское озеро. Длина реки составляет 12 км.

## Данные водного реестра
По данным государственного водного реестра России относится к Балтийскому бассейновому округу, водохозяйственный участок реки — Бассейн Онежского озера без рр. Шуя, Суна, Водла и Вытегра, речной подбассейн реки — Свирь (включая реки бассейна Онежского озера). Относится к речному бассейну реки Нева (включая бассейны рек Онежского и Ладожского озера).
Код объекта в государственном водном реестре — 01040100612102000013866.

## Фотографии
|  |  |